# Neolebias trewavasae
Neolebias trewavasae är en fiskart som beskrevs av Max Poll och Gosse, 1963. Neolebias trewavasae ingår i släktet Neolebias och familjen Distichodontidae. IUCN kategoriserar arten globalt som livskraftig. Inga underarter finns listade i Catalogue of Life.